# Giải quần vợt vô địch quốc gia Mỹ 1921
Giải quần vợt vô địch quốc gia Mỹ 1921 (hiện tại là Giải quần vợt Mỹ Mở rộng) là một giải quần vợt diễn ra trên mặt sân cỏ ngoài trời tại Germantown Cricket Club ở Philadelphia, Mỹ. Giải đấu nữ diễn ra từ ngày 15 đến 20 tháng 8 trong khi giải nam từ 9 tháng 9 đến ngày 19 tháng 9. Đây là mùa giải thứ 41 của Giải quần vợt vô địch quốc gia Mỹ và sự kiện Grand Slam thứ hai trong năm.

## Chung kết

### Đơn nam
Bill Tilden đánh bại  Wallace F. Johnson  6–1, 6–3, 6–1 

### Đơn nữ
Molla Bjurstedt Mallory đánh bại  Mary Browne  4–6, 6–4, 6–2 

### Đôi nam
Bill Tilden /  Vincent Richards đánh bại  Richard Norris Williams /  Watson Washburn 13–11, 12–10, 6–1

### Đôi nữ
Mary Browne /  Louise Riddell Williams đánh bại  Helen Gilleaudeau /  Aletta Bailey Morris 6–3, 6–2

### Đôi nam nữ
Mary Browne /  Bill Johnston đánh bại  Molla Bjurstedt Mallory /  Bill Tilden 3–6, 6–4, 6–3